# Xyletobius euops
Xyletobius euops là một loài bọ cánh cứng thuộc họ Ptinidae.